# Campionato europeo femminile di pallacanestro 1968
Il campionato europeo femminile di pallacanestro Italia 1968 è stato l'undicesimo organizzato dalla FIBA Europe. Si è disputato a Messina, Ragusa, Catania e Palermo tra il 5 e il 16 luglio 1968. Il girone finale è stato vinto dalla nazionale sovietica, giunta alla nona vittoria in questa competizione.

## Nazionali partecipanti
- Belgio
- Bulgaria
- Cecoslovacchia
- Francia
- Germania Est
- Germania Ovest
- Italia
- Jugoslavia
- Paesi Bassi
- Polonia
- Romania
- Ungheria
- Unione Sovietica

## Formula
Le dodici nazionali classificate per l'europeo sono divise in tre gironi eliminatori da quattro squadre ciascuno, che si incontrano in partite di sola andata. Ragusa ospita il girone A, Catania il B e Palermo il C. Le prime due di ogni girone si classificano per le finali, a cui si aggiunge la rappresentativa italiana. Si gioca a Messina con partite di sola andata. Le terze e quarte dei gironi eliminatori si classificano per il girone di consolazione, disputato a Ragusa, per stabilire la coda della classifica.

## Risultati

### Eliminatorie

#### Girone A
| Team            | Pt | V - P | PF - PS   |
| --------------- | -- | ----- | --------- |
| 1. Jugoslavia   | 6  | 3 - 0 | 193 - 149 |
| 2. Germania Est | 4  | 2 - 1 | 172 - 161 |
| 3. Ungheria     | 2  | 1 - 2 | 140 - 170 |
| 4. Francia      | 0  | 0 - 3 | 149 - 174 |

| Ragusa | Germania Est | 61 – 46 | Francia |  |

| Ragusa | Jugoslavia | 65 – 56 | Francia |  |

| Ragusa | Ungheria | 48 – 47 | Francia |  |

| Ragusa | Jugoslavia | 62 – 43 | Ungheria |  |

| Ragusa | Germania Est | 61 – 49 | Ungheria |  |

| Ragusa | Jugoslavia | 66 – 50 | Germania Est |  |

#### Girone B
| Team                | Pt | V - P | PF - PS   |
| ------------------- | -- | ----- | --------- |
| 1. Unione Sovietica | 6  | 3 - 0 | 278 - 83  |
| 2. Belgio           | 4  | 2 - 1 | 139 - 178 |
| 3. Paesi Bassi      | 2  | 1 - 2 | 126 - 181 |
| 4. Germania Ovest   | 0  | 0 - 3 | 110 - 211 |

| Catania | Paesi Bassi | 48 – 36 | Germania Ovest |  |

| Catania | Unione Sovietica | 105 – 27 | Germania Ovest |  |

| Catania | Unione Sovietica | 91 – 29 | Paesi Bassi |  |

| Catania | Unione Sovietica | 82 – 27 | Belgio |  |

| Catania | Belgio | 54 – 49 | Paesi Bassi |  |

| Catania | Belgio | 58 – 47 | Germania Ovest |  |

#### Girone C
| Team              | Pt | V - P | PF - PS   |
| ----------------- | -- | ----- | --------- |
| 1. Polonia        | 4  | 2 - 1 | 174 - 158 |
| 2. Bulgaria       | 4  | 2 - 1 | 146 - 143 |
| 3. Cecoslovacchia | 4  | 2 - 1 | 161 - 140 |
| 4. Romania        | 0  | 0 - 3 | 123 - 163 |

| Palermo | Bulgaria | 52 – 49 | Romania |  |

| Palermo | Cecoslovacchia | 47 – 38 | Bulgaria |  |

| Palermo | Bulgaria | 56 – 47 | Polonia |  |

| Palermo | Polonia | 72 – 58 | Cecoslovacchia |  |

| Palermo | Polonia | 55 – 44 | Romania |  |

| Palermo | Cecoslovacchia | 56 – 30 | Romania |  |

### Finali

#### VIII-XIII posto
| Team              | Pt | V - P | PF - PS   |
| ----------------- | -- | ----- | --------- |
| 1. Romania        | 10 | 5 - 0 | 294 - 246 |
| 2. Cecoslovacchia | 8  | 4 - 1 | 322 - 234 |
| 3. Ungheria       | 6  | 3 - 2 | 248 - 210 |
| 4. Francia        | 4  | 2 - 3 | 284 - 257 |
| 5. Paesi Bassi    | 2  | 1 - 4 | 248 - 282 |
| 6. Germania Ovest | 0  | 0 - 5 | 193 - 364 |

| Ragusa | Ungheria | 48 – 42 | Paesi Bassi |  |

| Ragusa | Cecoslovacchia | 54 – 49 | Francia |  |

| Ragusa | Ungheria | 42 – 36 | Francia |  |

| Ragusa | Romania | 59 – 48 | Francia |  |

| Ragusa | Cecoslovacchia | 43 – 39 | Ungheria |  |

| Ragusa | Romania | 59 – 44 | Ungheria |  |

| Ragusa | Francia | 60 – 55 | Paesi Bassi |  |

| Ragusa | Romania | 73 – 65 | Cecoslovacchia |  |

| Ragusa | Romania | 55 – 43 | Germania Ovest |  |

| Ragusa | Cecoslovacchia | 79 – 32 | Germania Ovest |  |

| Ragusa | Romania | 52 – 46 | Paesi Bassi |  |

| Ragusa | Paesi Bassi | 64 – 41 | Germania Ovest |  |

| Ragusa | Cecoslovacchia | 81 – 41 | Paesi Bassi |  |

| Ragusa | Francia | 91 – 47 | Germania Ovest |  |

| Ragusa | Ungheria | 73 – 30 | Germania Ovest |  |

#### I-VII posto
| Team                | Pt | V - P | PF - PS   |
| ------------------- | -- | ----- | --------- |
| 1. Unione Sovietica | 12 | 6 - 0 | 498 - 256 |
| 2. Jugoslavia       | 8  | 4 - 2 | 337 - 318 |
| 3. Polonia          | 8  | 4 - 2 | 323 - 302 |
| 4. Germania Est     | 6  | 3 - 3 | 354 - 337 |
| 5. Bulgaria         | 4  | 2 - 4 | 296 - 350 |
| 6. Italia           | 4  | 2 - 4 | 270 - 281 |
| 7. Belgio           | 0  | 0 - 6 | 235 - 436 |

| Messina | Jugoslavia | 59 – 47 | Polonia |  |

| Messina | Unione Sovietica | 81 – 37 | Bulgaria |  |

| Messina | Germania Est | 54 – 43 | Italia |  |

| Messina | Bulgaria | 65 – 43 | Belgio |  |

| Messina | Polonia | 58 – 50 | Germania Est |  |

| Messina | Germania Est | 64 – 41 | Bulgaria |  |

| Messina | Jugoslavia | 82 – 44 | Belgio |  |

| Messina | Bulgaria | 52 – 44 | Italia |  |

| Messina | Jugoslavia | 51 – 45 | Germania Est |  |

| Messina | Germania Est | 83 – 48 | Belgio |  |

| Messina | Italia | 54 – 40 | Jugoslavia |  |

| Messina | Italia | 61 – 36 | Belgio |  |

| Messina | Polonia | 61 – 30 | Belgio |  |

| Messina | Jugoslavia | 54 – 44 | Bulgaria |  |

| Messina | Unione Sovietica | 84 – 51 | Jugoslavia |  |

| Messina | Unione Sovietica | 84 – 34 | Belgio |  |

| Messina | Polonia | 38 – 37 | Italia |  |

| Messina | Unione Sovietica | 96 – 58 | Germania Est |  |

| Messina | Unione Sovietica | 61 – 31 | Italia |  |

| Messina | Polonia | 64 – 57 | Bulgaria |  |

| Messina | Unione Sovietica | 92 – 55 | Polonia |  |

## Classifica finale
| Campione d'Europa | Campione d'Europa | Campione d'Europa |
| --- | ----------------- | --- |
| Unione Sovietica4 Bareikytė, 5 Pyrkova, 6 Antipina, 7 Salimova, 8 Čijanova, 9 Kukanova, 10 Zacharova, 11 Smildziņa, 12 Voronina, 13 Bubčikova, 14 Semënova, 15 Švecova, All. Lidija Alekseeva |                   | |
| Argento | Jugoslavia        | Jugoslavia4 Taušan, 5 Kalenić, 6 Štoka, 7 Miletić, 8 Selimović, 9 Meglaj, 10 Radovanović, 11 Milojević, 12 Veger, 13 Stošić, 14 Bremec, 15 Đoković, All. Strahinja Alagić                              |
| Bronzo | Polonia           | Polonia4 Pabjańczyk, 5 Ptasińska, 6 Korbasińska, 7 Łuczyńska, 8 Nowak, 9 Rospondek, 10 Maliszewska, 11 Szymańska, 12 Mikulska, 13 Wojtal, 14 Majde, 15 Piernitzka, All. Andrzej Pstrokoński            |
| 4. | Germania Est      | Germania Est4 Paulik, 5 Schaal, 6 Krause, 7 Ameis, 8 Fichtner, 9 Venzke, 10 Zimmermann, 11 Reichelt, 12 Brüning, 13 Liese, 14 Thieme, 15 Bartholomäus, All. Dietrich Laabs                             |
| 5. | Bulgaria          | Bulgaria4 Todorova, 5 Nikolova, 6 Borisova, 7 Vutova, 8 Panova, 9 Dudeva, 10 Novkova, 11 Rudeva, 12 Plačkova, 13 Bojanova, 14 Krăsteva, 15 Stojanova, All. -                                           |
| 6. | Italia            | Italia4 Corsini, 5 Pausich, 6 Geroni, 7 Persi, 8 Cirio, 9 Bozzolo, 10 Ghirri, 11 Zandonadi, 12 Agostinelli, 13 Alderighi, 14 Toriser, 15 Gentilin, All. Giancarlo Primo                                |
| 7. | Belgio            | Belgio4 Wieme, 5 Blancke, 6 Vanderheyden, 7 De Buck, 8 Van Vlasselaer, 9 De Luyck, 10 DeClercq, 11 Van Imschoot, 12 Vanderborght, 13 Meline, 14 Malaise, 15 Vermeire, All. -                           |
| 8. | Romania           | Romania4 Suliman, 5 Pruncu, 6 Dumitrescu, 7 Bițu, 8 Kraus, 9 Ciocan, 10 Ghiță, 11 Vogel, 12 Gheorghe, 13 Firimide, 14 Romfeld, 15 Szabados, All. -                                                     |
| 9. | Cecoslovacchia    | Cecoslovacchia5 Richterová, 6 Soukupová, 7 Melicharová, 8 Zvolenská, 9 Kuchařová, 10 Rumlerová, 11 Jošková, 12 Mikulášková, 13 Spejchalová, 14 Koťátková, 15 Jindrová, 17 Jarošová, All. Miloslav Kříž |
| 10. | Ungheria          | Ungheria4 Kathona, 5 Hegedűs, 6 Horváth, 7 Balogh, 8 Boháty, 9 Rátvay, 10 Markovits, 11 Túri, 12 Thúróczy, 13 Nagykardos, 14 Bakk, 15 Renn, All. Ede Komáromi                                          |
| 11. | Francia           | Francia4 Stephan, 5 Dulac, 6 Guidotti, 7 Chevalier, 8 Delachet, 9 Passemard, 10 Chazalon, 11 D'Engremont, 12 Guinchard, 13 Riffiod, 14 Peter, 15 Martin, All. Joë Jaunay                               |
| 12. | Paesi Bassi       | Paesi Bassi4 Voets, 5 van der Heyden, 6 Schouten, 7 de Groot, 8 de Liefde, 9 Kraay, 10 de Vries, 11 Vonkeman, 12 Hoek, 13 Nolting, 14 Siebenlist, 15 van Wijk, All. Jan Burgert                        |
| 13. | Germania Ovest    | Germania Ovest4 Christoffers, 5 Kreibich, 6 Pieper, 7 Hoffmeister, 8 Heidmann, 9 Horst, 10 Kohl, 11 Möhle, 12 Eberhardt, 13 Kiesling, 15 Kruse, All. Jochen Reiche                                     |